# Flamengo

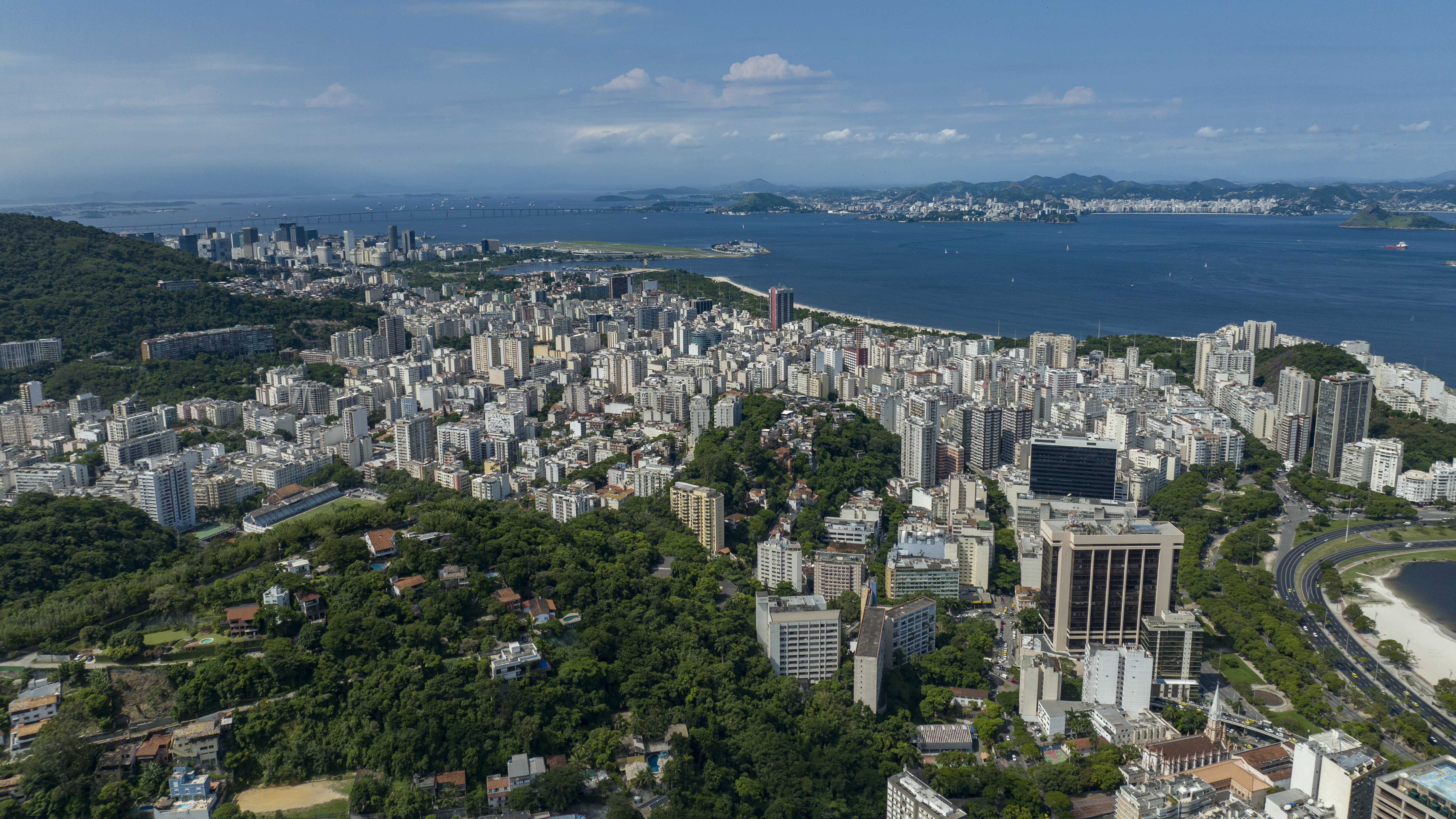
Flamengo

Flamengo ist ein Stadtteil im Bezirk IV Botafogo von Rio de Janeiro.
Flamengo liegt zwischen dem Stadtzentrum (Centro) und Botafogo. Beim Strand befindet sich ein 1,2 km² großer Park, der Parque do Flamengo, in dem über 3000 Baumarten gepflanzt wurden. Vom Park aus kann man auch die Guanabara-Bucht überblicken.